# Зегер, Сергей Матвеевич
Серге́й Матве́евич Зе́гер (3 [15] июня 1851, Вологда — не ранее 1916, Буйский уезд) — российский общественный деятель и педагог; действительный статский советник (1896); директор Скопинского, Муромского, Тверского и Московского реальных училищ, инспектор Московского учебного округа.

## Биография
Родился в 1853 году в Вологде в семье военнослужащего.
В 1873 году окончил со степенью кандидата Императорский Московский университет и поступил на гражданскую службу. Был директором Скопинского реального училища.
С 11 августа 1888 по 1 июля 1891 года занимал должность директора Муромского реального училища.
С 1891 по 1892 год возглавлял в качестве директора Тверское реальное училище.
С 1892 по 1896 год был директором Московского реального училища. В 1896 году было присвоено звание действительного статского советника.
С 12 января 1894 года состоял почётным мировым судьёй Буйского уезда Костромской губернии, где имел 8573 десятины земли и являлся владельцем поместья в Прокунино. В этом имении провели летние месяцы 1909 года молодожены — живописец Р. Р. Фальк и художница Е. С. Потехина (1882—1963), которой С. М. Загер приходился дядей. Также Зегер стал крёстным для их сына Валерия (1916—1943), которому посвятил стихотворение — «Мой милый внук Валерий!..».
В 1898 году, будучи инспектором Московского учебного округа, вместе с попечителем МУО тайным советником П. А. Некрасовым, инспектировал деятельность Муромского реального училища и предоставили положительные результаты проверки.
15 мая 1902 года предоставил свой дом в Костроме по договору аренды Смольяниновской женской гимназии
В 1916 году был почётным блюстителем двухклассного училища Ильинской (на Кореге) волости Буйского уезда и членом попечительского совета женской прогимназии.

## Семья
- Бабушка — Анастасия Матвеевна Зегер (род. 1799), дочь Матвея Ивановича Корсакова (1761—1835), коллежская советница, проживала в усадьбе Уланово.
- Тётя — Феодосия Александровна Зегер (род. 13.06.1823 — ум. 12.05.1902), похоронена на Покровском погосте на Удгоде, в Буйском уезде.
- Отец — Матвей Александрович Зегер (род.1821), майор, пребывавал в должности старшего адъютанта окружного штаба 3-го округа отдельного корпуса внутренней стражи в городе Вологде[7].